# Белые волки (военное подразделение)
4-й разведывательно-диверсионный отряд «Белые Волки» (серб. 4. извиђачко-диверзантски одред «Бели Вукови») — военное подразделение Войска Республики Сербской, участвовавшее в Боснийской войне. Подчинялось командованию Сараевско-Романийского корпуса.

## История
22 февраля 1993 года командование новосозданного отряда «Белые волки» принял Срджан Кнежевич, который командовал подразделением до середины 1996 года. 16 мая 1995 года он получил ранение в ходе битвы на Дебело-Брдо, однако остался в строю и продолжил руководить отрядом. Подразделение прославилось своим отменным упорством и большой выносливостью: солдаты спецназа выжили после жуткой метели на горе Бьелашница, где проживают только дикие белые волки, в честь чего и получило своё название. «Белые волки» участвовали в многочисленных сражениях и операциях, в том числе на Мошевском холме (на Нишицкой равнине). В подразделении значительный процент бойцов составляли добровольцы из России, Польши, Румынии, Украины и других восточноевропейских стран, хотя в его составе нёс службу и норвежец Уле Йохан Гримсгорд-Офстад.